# Ивасаки, Фернандо
Фернандо Ивасаки (исп.  Fernando Iwasaki Cauti, 5 июня 1961, Лима) — перуанский писатель, историк, журналист.

## Биография
Из семьи, в которой соединились разные национальные корни (Япония, Италия, Эквадор, Перу). Отец — военный, полковник. Будущий писатель закончил Католический университет (1978—1982), преподавал в нем историю (1983—1989). В 1985—1986 по стипендии работал в Архиве Индий в Севилье. В 1989 окончательно перебрался в Испанию. Закончил докторантуру по истории Америки в Севильском университете, по испанской и латиноамериканской литературе — в Саламанкском университете. Возглавлял различные культурные фонды. Как колумнист сотрудничает с крупнейшими периодическими изданиями Испании, Чили, Мексики. Составитель представительных антологий современной испанской и латиноамериканской прозы.
Живет в Севилье.

## Признание
- Книги Ивасаки получили высокую оценку таких писателей, как Варгас Льоса: «Фернандо Ивасаки исследует историю глазами художника и создателя вымыслов»;
- Кабрера Инфанте: «В первую очередь Ивасаки стремится развлечь нас, но одновременно ненавязчиво научить» и Хуан Мануэль де Прада: «Ивасаки пишет так, как будто спонтанно радуется чуду».[2]

## Книги

### Новеллы
- Tres noches de corbata, Ediciones Ave (Lima, 1987); El Fantasma de la Glorieta (Huelva, 1994)
- A Troya, Helena, Los Libros de Hermes (Bilbao, 1993)
- Перуанские расследования/ Inquisiciones peruanas, Padilla Libros (Sevilla, 1994); Peisa (Lima, 1996); Renacimiento (Sevilla, 1997); Páginas de Espuma (Madrid, 2007)
- Un milagro informal, Alfaguara (Madrid, 2003)
- Погребальное имущество/ Ajuar funerario, Páginas de Espuma (Madrid, 2004)
- Helarte de amar, Páginas de Espuma (Madrid, 2006)
- Испания, да минуют меня эти премии/ España, aparta de mí estos premios, Páginas de Espuma (Madrid, 2009)
- Под копирку. Новеллы 1983—1993/ Papel Carbón. Cuentos 1983—1993, Páginas de Espuma (Madrid, 2012)

### Романы
- Книга несчастной любви/ Libro de mal amor, RBA (Barcelona, 2001); Alfaguara (Lima, 2006); Alfaguara (Quito, 2008); Cal y Arena (México, 2011; ит. пер. 2004)
- Mírame cuando te ame (2005)
- Кариес/ Neguijón, Alfaguara (Madrid, 2005, ит. пер. 2007), историко-фантастический роман

### Эссе
- Mario Vargas Llosa, entre la libertad y el infierno, Editorial Estelar (Barcelona, 1992)
- El Descubrimiento de España, Ediciones Nobel (Oviedo, 1996); Peisa (Lima, 2000); Punto de Lectura (Lima, 2008)
- Mi poncho es un kimono flamenco, Sarita Cartonera (Lima, 2005); Yerbamala Cartonera (La Paz, 2007)
- Republicanos. Cuando dejamos de ser realistas, Algaba Ediciones (Madrid, 2008)
- Arte de introducir, Renacimiento (Sevilla, 2011)
- Nabokovia Peruviana, La Isla de Siltolá (Sevilla, 2011) y Aquelarre Ediciones (Arequipa, 2011)

### Сборники журнальных и газетных статей
- El sentimiento trágico de la Liga, Renacimiento (Sevilla, 1995)
- La caja de pan duro, Signatura (Sevilla, 2000)
- Sevilla, sin mapa, Paréntesis Editorial (Sevilla, 2010)
- Una declaración de humor, Pepitas de Calabaza (Logroño, 2012)

### Труды по истории
- Nación Peruana: entelequia o utopía, CRESE (Lima, 1988)
- El comercio ambulatorio en Lima, ILD (Lima, 1989, в соавторстве)
- Extremo Oriente y Perú en el siglo XVI, Mapfre América (Madrid, 1992); Fondo Editorial PUCP (Lima, 2005)
- Proceso Diocesano de San Francisco Solano, Bibliofilia Montillana (Montilla, 1999)

## Публикации на русском языке
- Книга несчастной любви. СПб.: Азбука, 2005